# Christian Rutenberg
Diedrich Christian Rutenberg (n. 11 iunie 1851, Bremen, Germania – d. 25 august 1878, Madagascar) a fost un medic oftalmolog, naturalist și colecționar de plante german, care a fost ucis de localnici în cursul unei expediții științifice de cercetare din Madagascar.

## Biografie

### Origine
S-a născut la 11 iunie 1851 în orașul hanseatic⁠(d) Bremen (astăzi parte componentă a Germaniei), ca fiu al constructorului și omului de afaceri Lüder Rutenberg (1816–1890) și al soției sale, Mathilde (1820–1890). Provenea dintr-o familie veche și respectată de constructori: străbunicul său, Johann Georgen Rutten Berg (1749–1810), care și-a schimbat numele în Johann Jürgen Rutenberg, fusese agricultor și devenise un constructor de succes, dar niciuna dintre clădirile construite de el nu s-a mai păstrat în prezent, iar bunicul său, Diedrich Christian Rutenberg, a construit, printre altele, clădirea de recepție a Rembertistift⁠(d) cu o poartă de trecere într-o curte interioară spațioasă și cincisprezece case în diferite locuri de pe bulevardele Am Wall⁠(d) și Altenwall, dintre care treisprezece au fost distruse în timpul celui de-al Doilea Război Mondial. La rândul său, tatăl său, arhitectul, constructorul⁠(d) și proprietarul de fabrici de bere⁠(d) Lüder Rutenberg, a construit numeroase case terasate de tip Bremer Haus⁠(d) care au împânzit în acea vreme o mare parte a orașului hanseatic și a fost unul dintre fondatorii companiei producătoare de bere Kaiserbrauerei Beck & May o.H.G. (în prezent Brauerei Beck).

### Formare profesională
Spre deosebire de strămoșii săi, Diedrich Christian Rutenberg nu a continuat tradiția de antreprenor în domeniul construcțiilor și a fost atras mai mult, încă din anii de școală, de botanică. Îi plăceau, de asemenea, exercițiile fizice și drumețiile lungi. A învățat inițial în Suedia și, începând din primăvara anului 1870, a studiat medicina la Universitatea din Jena. După izbucnirea Războiului Franco-Prusac, în iulie 1870, s-a înrolat voluntar ca asistent medical în Armata Prusacă și a fost deosebit de activ în timpul luptelor de la Forbach. Unul dintre profesorii săi a fost medicul și zoologul Ernst Haeckel, împreună cu care a plecat în august și septembrie 1872 într-o expediție științifică în Tirol, Dalmația și Muntenegru. Cu o altă ocazie a efectuat o excursie în Elveția și a urcat pe muntele Matterhorn.
A devenit apoi medic oftalmolog, a inventat instrumente oftalmologice și și-a susținut teza de doctorat⁠(d) în medicină la Universitatea din Heidelberg la 20 octombrie 1875. În iulie 1876 se afla la Viena, când a aflat că a izbucnit Războiul Sârbo-Otoman⁠(d) și că sârbii cereau ajutor medical. A plecat în Serbia și a lucrat timp de trei luni ca medic militar⁠(d) în spitalele sârbești și pe câmpul de luptă. A publicat, de asemenea, câteva studii de mică amploare în domeniul chirurgiei, dar nimic despre călătoriile sale de explorare botanică.

### Expediția științifică în Africa
Christian Rutenberg a plecat în noiembrie 1876 la Londra pentru a-și continua studiile de oftalmologie și, cuprins de dorința de a călători, s-a îmbarcat în 9 aprilie 1877 pe o navă care mergea către orașul sud-african Cape Town din Colonia Capului. După ce a ajuns pe țărmul din sudul Africii, a rătăcit pe acolo în lunile de iarnă ale emisferei sudice, a vizitat orașul Kimberley și a escaladat două vârfuri înalte de la granița cu Basutoland, apoi a pornit într-o expediție de cercetare și a explorat coloniile Natal⁠(d) și Transvaal, unde a adunat exemplare botanice. A vrut să-și continue călătoria către Mozambic, dar nu au găsit nicio ocazie, așa că s-a îmbarcat la Durban pe un vapor ce mergea către Mauritius, unde a ajuns în 3 septembrie 1877.
Ținta lui a devenit Madagascarul și a debarcat la 3 octombrie 1877 în orașul Vohémar⁠(d) de pe coasta de nord-vest a insulei, unde a adunat câteva specii de plante. Rutenberg a rămas inițial pe coasta de nord-vest a Madagascarului. După ce a explorat nordul insulei și a călătorit în orașul Hell-Ville de pe insula Nossi-bé⁠(d). Acele teritorii, care se aflau sub stăpânirea populației Hova, se caracterizau prin menținerea stării de ordine, iar Rutenberg a fost bine primit nu numai de misionari, ci și de populația locală. În perioada noiembrie 1877 – iulie 1878 a efectuato călătorie în interiorul Madagascarului, dar a început apoi, la 26 iulie 1878, să traverseze insula de la vest la est pentru a explora coasta puțin cunoscută a insulei. A pornit de pe coasta de vest, mai la sud de Madjunga, către zonele sălbatice și neadministrate de guvernul oficial, care erau locuite de grupul etnic Sakalava⁠(d).

### Moartea
Rutenberg a plecat cu șase hamali (cinci adulți și un băiat) din satul Beravi (aflat pe coasta vestică) către interiorul insulei și a fost ucis pentru a fi jefuit de doi hamali localnici din grupul etnic Sakalava⁠(d) la 25 august 1878 pe malul râului Maningoza⁠(d), la aproximativ opt zile de la plecarea din Beravi. Mărturiile obținute ulterior au permis clarificarea circumstanțelor crimei. Rutenberg călătorea cu poveri mari, așa că, cu o zi înaintea săvârșirii crimei, i-a trimis pe trei hamali să aducă bagajele rămase în tabăra din noaptea anterioară. Apoi, după ce a luat o masă frugală, s-a întins noaptea pentru a se odihni pe malul plat al râului îngustat de bolovani, înainte de o cascadă sălbatică. În timp ce el dormea, însoțitorii adulți rămași în tabără, Varatraza și Bana, l-au îndepărtat pe băiatul Fanüngi sub un pretext oarecare și l-au lovit cu bâte groase pe Rutenberg la gât și la brațe, iar apoi l-au înjunghiat în spate cu un pumnal.
Cadavrul lui Rutenberg a fost legat de niște bolovani și aruncat în locul cel mai adânc al râului din apropiere, pentru a fi devorat de crocodili. Unul dintre ucigași a alergat în calea hamalilor ce se apropiau de tabără și le-a spus că un grup de băștinași din grupul Sakalava i-au atacat și i-au ucis pe ceilalți, iar acum îl urmăreau pe el; auzind aceasta, hamalii au abandonat bagajele și au luat-o la fugă către satele apropiate. Rămași singuri, ucigașii au luat bunurile pe care le considerau de valoare (printre care 2–300 de taleri francezi de argint, o pușcă, un revolver, îmbrăcămintea și jurnalul) au aruncat o parte din bagaje în râu, iar restul le-au lăsat acolo pentru a fi luate de băștinași. Cei doi ucigași au vrut mai întâi să-l vândă pe băiat ca sclav, dar apoi au decis să-l omoare; băiatul a jurat că nu va spune nimănui ce s-a întâmplat și a fost cruțat. După ce a scăpat, băiatul s-a deplasat în satul cel mai apropiat și a povestit ceea ce s-a întâmplat. Ucigașii nu au fost pedepsiți și au cumpărat vite cu banii furați, dar ulterior Varatraza a fost împușcat în ambele picioare în timpul unui conflict și nu a mai putut merge.
Lüder Rutenberg a construit, în memoria fiului său ucis, un mausoleu în stil neogotic în Cimitirul Riensberg⁠(d) din Bremen. În cel mai înalt loc al acoperișului din cupru verde se află o coloană corintică surmontată de o statuie în mărime naturală a lui Christian Rutenberg, realizată în anul 1883 de sculptorul local Diedrich Samuel Kropp⁠(d) (1824–1913). În interiorul mausoleului a fost amplasata un bust din beton turnat colorat.

## Realizări științifice
Câteva luni mai târziu, la cererea părinților lui Rutenberg și a Societății de Științe Naturale din Bremen⁠(d) (Naturwissenschaftlicher Verein zu Bremen), exploratorul și botanistul german Johann Maria Hildebrandt⁠(d) (1847–1881) a călătorit la fața locului, a reușit să recupereze o mare parte din jurnalele și colecțiile sale, pe care le-a trimis la Bremen, și a clarificat împrejurările exacte ale sfârșitului lui Rutenberg. Jurnalul său de călătorie și colecțiile sale au fost salvate. Extrase din jurnalul său au fost publicate în al treilea volum al Deutsche Geographische Blätter (Bremen, 1880). Mesajele trimise de Hildebrandt au fost incluse în lucrarea Zur Erinnerung an Dr. med. Christian Rutenberg (Druck von Carl Schünemann, Bremen, 1880, pp. 59–61) a dr. Hermann Neuling și au fost rezumate de dr. Franz Buchenau în scurta schiță biografică de la începutul lucrării Reliquiae Ratenbergianae (1880, VII, pp. 1–4). Detalii suplimentare au fost cuprinse în anexele unei scrisori din 25 noiembrie 1893 pe care a trimis-o tânărul zoolog german Alfred Voeltzkow⁠(d) din Madjunga către profesorul Oskar Böttger⁠(d) din Frankfurt și care au fost prezentate de Hugo Schauinsland⁠(d) (directorul Städtischen Sammlungen für Naturgeschichte und Ethnographie din Bremen) botanistului Buchenau pentru a fi comunicate familiei.
Exemplarele adunate de Rutenberg în Madagascar au ajuns în cele din urmă în posesia botanistului Franz Georg Philipp Buchenau⁠(d) (1831–1906) din Bremen, care a publicat o serie de lucrări intitulate Reliquiae Rutenbergianae. Aici, Buchenau, împreună cu alți autori, a descris cele 605 specii de plante din colecția lui Rutenberg și a constatat că Rutenberg descoperise 168 de specii și subspecii nedescrise anterior și cinci genuri noi. Au fost colectate, de asemenea, 26 de specii de animale, printre care un gen nou (un păianjen) și 10 specii sau subspecii noi.
Genul de mușchi Rutenbergia (Geh. & Hampe⁠(d) ex Besch.⁠(d), 1880) din ordinul Isobryales⁠(d) îi poartă numele. De asemenea, 52 de specii de plante și 4 specii de animale au fost denumite în onoarea lui Rutenberg, printre care broasca de stuf⁠(d) Heterixalus rutenbergi⁠(d), care este endemică în Madagascar, și Pachypodium rutenbergianum⁠(d), care este, de asemenea, endemic acolo.
Tatăl său, Lüder Rutenberg, a înființat la 8 februarie 1886 „Fundația Christian Rutenberg” (Christian-Rutenberg-Stiftung), care urma să finanțeze efectuarea unor studii și cercetări științifice.